# Арепа
Аре́па (исп. arepa) — лепёшка из кукурузного теста или из кукурузной муки, занимающая важное место в кухнях Колумбии, Венесуэлы и Боливии.
В этих странах арепы употребляют в пищу практически ежедневно. Они также могут разрезаться пополам и подаваться с начинкой, такой как сыр, авокадо или, например, куриный салат. Размеры, типы кукурузной муки и добавляемые ингредиенты различаются. Арепы можно также встретить в Панаме, Пуэрто-Рико, в Доминиканской Республике, Тринидаде и Тобаго и на Канарских островах. Они схожи по форме с мексиканскими гордитами и сальвадорскими пупусами.

## Характеристика
Арепа — плоский, круглый, пресный пирожок из кукурузной муки. По способу приготовления он может быть жареным, запечённым, варёным или тушёным. Арепы также различаются по цвету, запаху, размеру и начинке, в зависимости от региона. Арепы могут быть начинены или покрыты мясом, яйцами, помидорами, салатом, сыром, креветками или рыбой.

## Приготовление

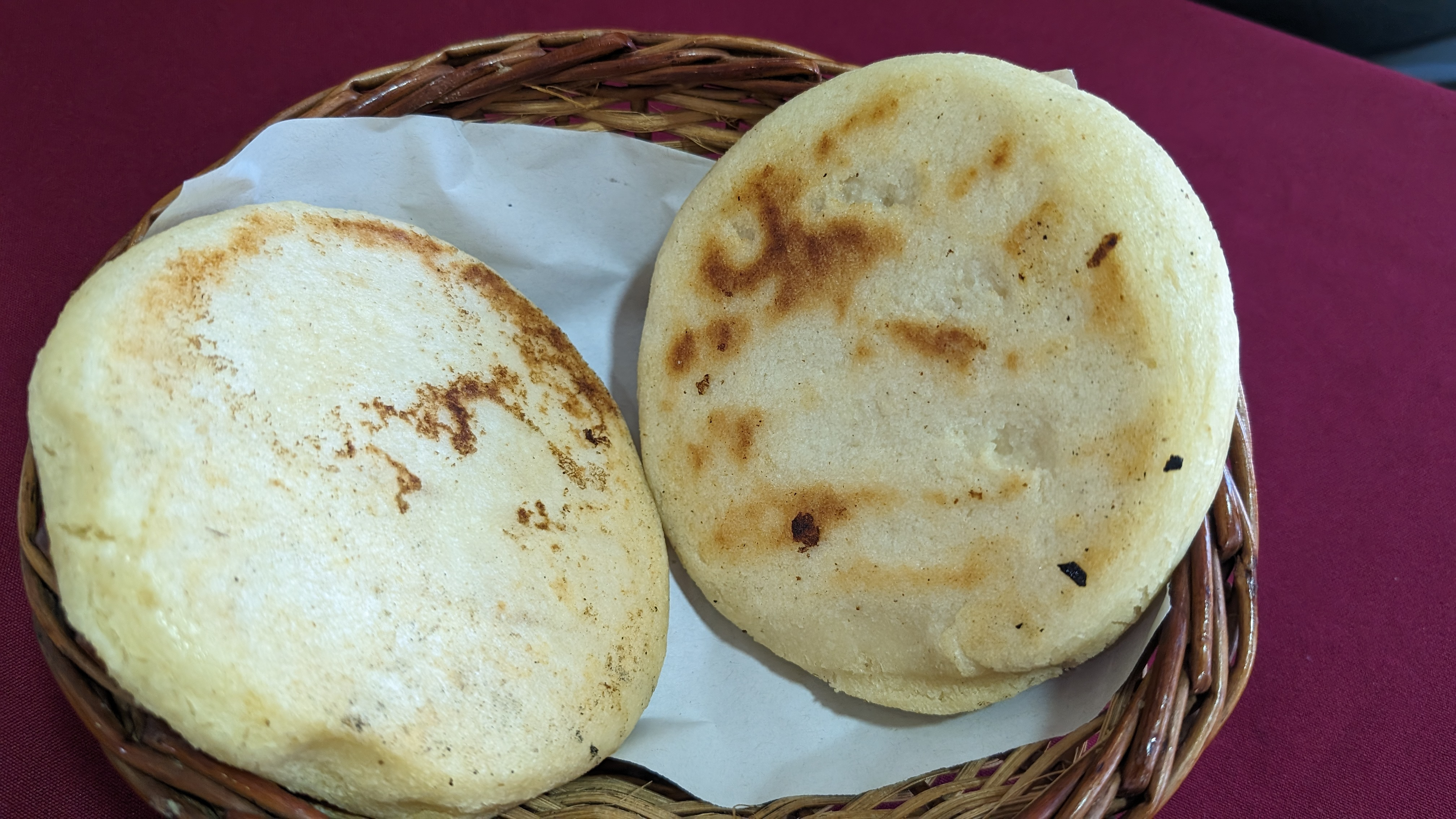
венесуэльские арепас

Кукурузную муку смешивают с водой и солью, а иногда и с растительным или сливочным маслом, яйцами и/или молоком. Из полученной смеси легко формируются лепёшки в виде котлеты. Подготовка кукурузы для ареп проходит без никстамализации (варки или вымачивания семян кукурузы в растворе извести или золы). Это делает муку для ареп отличной от муки, используемой для изготовления тортилий.
Специальная мука для приготовления ареп, сваренная в воде, а затем высушенная, используется также для приготовления таких блюд, как хальякас, больос, тамалес, эмпанадас и чича. Мука может называться masarepa, masa de arepa, masa al instante или harina precocida. Самыми популярными брендами кукурузной муки для ареп являются Harina PAN, Harina Juana и Goya в Венесуэле, Areparina в Колумбии.